# Station Wood Street
Wood Street is een spoorwegstation van National Rail in Waltham Forest in Engeland. Het station is eigendom van Network Rail en wordt beheerd door Greater Anglia. 